# Har Sumak
Har Sumak (hebrejsky: הר סומק) je hora o nadmořské výšce 358 metrů v severním Izraeli.
Leží v jižní části pohoří Karmel, cca 17 kilometrů jihojihovýchodně od centra Haify, 3 kilometry jihozápadně od města Dalijat al-Karmel a cca 4 kilometry severovýchodně od vesnice Kerem Maharal. Má podobu výrazného návrší se zalesněnými svahy, které na všech stranách přecházejí do rozsáhlejšího lesního komplexu. Na severozápadní straně hora prudce spadá do údolí vádí Nachal Charuvim, na východní a jižní straně tvoří poněkud méně výraznou hranici údolí Nachal Maharal, za kterým už dál k jihu začíná převážně odlesněná pahorkatina Ramat Menaše. Na západní straně se hora zvolna sklání do menšího údolí Emek Maharal.
Severovýchodně od vrcholu se rozkládá archeologická lokalita Churvat Sumka (חרבת סומקה), která fixuje místo starověkého židovského osídlení zmiňovaného v Mišně a Talmudu počátkem křesťanského letopočtu. V té době patrně šlo o jedno z nejvýznamnějších měst v pohoří Karmel. Na místě se dochovaly pozůstatky synagogy a dalších staveb.